# Mind The Sec
|  | Esta página é um rascunho. Rascunhos ainda não são ensaios, eles podem estar em processo de escrita ou seu autor apenas esboçou ideias e não tem certeza se há apoio da comunidade para um possível ensaio sobre o tema. Pede-se que não altere o texto sem que haja concordância do autor e não encaminhe-o para eliminação, exceto se ele violar algum pilar ou política oficial. |

Mind The Sec é um evento anual de cibersegurança realizado no Brasil, voltado para executivos, gestores e especialistas em segurança da informação. Reconhecido como um dos maiores eventos da área na América Latina, é promovido desde 2015 e reúne profissionais do setor público e privado para discutir tendências, desafios e soluções relacionadas à segurança digital.

## História
O Mind The Sec foi criado em 2015 com o objetivo de aproximar tomadores de decisão e especialistas do setor de segurança da informação, promovendo o debate sobre os impactos estratégicos da cibersegurança nos negócios e na sociedade. Desde então, o evento tem crescido em relevância e dimensão, consolidando-se como uma referência no setor.

## Estrutura
O evento é conhecido por seu formato híbrido, combinando uma conferência presencial com recursos on-demand para acesso posterior ao conteúdo. Conta com trilhas simultâneas de palestras, painéis de discussão, apresentações técnicas e oportunidades de networking entre empresas, profissionais e fornecedores de soluções de segurança da informação.

## Palestrantes e conteúdo
A programação do evento costuma incluir nomes de destaque internacional em cibersegurança, tecnologia e governança, além de executivos de grandes empresas, pesquisadores e representantes de órgãos reguladores. 
Entre os palestrantes notáveis que já passaram pelo Mind The Sec estão:
- - Bruce Schneier, criptógrafo e especialista em segurança digital (autor de *Applied Cryptography*);Bruce Schneier
  - Eugene Kaspersky, cofundador e CEO da Kaspersky Lab;Eugene Kaspersky
  - John McAfee, programador e fundador da McAfee, pioneiro em software antivírus;John McAfee

Em edições recentes, participaram profissionais de empresas como Globo, Cloudflare, ClickBus, Cohesity, Yamaha Motor do Brasil, entre outras, refletindo a pluralidade de setores impactados pela cibersegurança.
Os temas abordam desde aspectos técnicos (como proteção de infraestrutura crítica e prevenção de ataques) até debates sobre ética, privacidade, legislação e transformação digital.

## Perfil do público
O evento é direcionado majoritariamente a CISOs, gestores de TI, líderes de compliance, auditores, diretores de risco, além de pesquisadores e profissionais de segurança corporativa. Também é frequentado por representantes de empresas fornecedoras de tecnologia, consultorias e órgãos públicos.

## Expositores
O Mind The Sec conta com a participação recorrente de expositores nacionais e internacionais do setor de cibersegurança. Entre os nomes frequentes estão empresas como Nova8 Cybersecurity, Senha Segura, RadWare, Logical IT, ISH, entre outras, que apresentam suas soluções, tendências e cases de aplicação no mercado brasileiro e latino-americano.

## Relevância
Considerado o principal evento do setor na América Latina, o Mind The Sec tem contribuído para o fortalecimento do ecossistema de cibersegurança no Brasil, influenciando práticas empresariais e políticas públicas voltadas à proteção digital.

## Edições
As edições do Mind The Sec são realizadas principalmente em São Paulo, contando com patrocinadores globais e expositores de soluções de cibersegurança. Algumas edições também adotaram formato virtual, ampliando o alcance para participantes de outros estados e países da América Latina.